# ラスベガスモノレール
ラスベガスモノレール（Robert N. Broadbent Las Vegas Monorail）は、アメリカ合衆国ネバダ州ラスベガスにある公共交通のモノレールである。ラスベガスにはこの他にホテル会社が運営する無料のモノレールも存在するが、この項ではラスベガスモノレール公社が運営する公共のモノレールについて述べる。

## 車両
ボンバルディア製のMark VI車両を使用する。4両編成9本を保有しており、無人運転を行う。

## 概要
MGMグランドホテルとサハラホテルの間を、ラスベガス大通り（ストリップ）に並行する形で運行する路線である。
北のダウンタウン方面と、南の空港方面への延伸が計画されている。どちらも予算等の問題で先行きは不透明である。

## 歴史
- 2004年7月15日 MGMグランドホテルとバリーズホテル間に存在していた無料モノレールを延伸する形で開業。部品脱落などのため予定より1年ほど遅れての開業であった。
- 2004年9月8日 部品脱落事故により約4ヶ月間の運行停止に陥る（12月24日運行再開）。
- 2005年2月2日 給電システムのトラブルにより運行停止（12時間後に運行再開）。
- 2010年 ラスベガスモノレール社がチャプター11を申請し倒産保護手続きに入ったことを発表。但しモノレールは支障なく運行を継続。
- 2011年 サハラホテルの閉鎖後もモノレールの終着駅であるサハラ駅の業務を継続。

## 駅
| Name                          | タイプ | Coordinates                                                       | Photo |
| ----------------------------- | ------ | ----------------------------------------------------------------- | ----- |
| Sahara                        | 相対式 | 北緯36度08分32秒 西経115度09分18秒 / 北緯36.1423度 西経115.1549度 |       |
| Westgate                      | 島式   | 北緯36度08分14秒 西経115度09分11秒 / 北緯36.1371度 西経115.1530度 |       |
| Convention Center             | 島式   | 北緯36度07分46秒 西経115度09分16秒 / 北緯36.1295度 西経115.1544度 |       |
| ハラーズ & The Linq           | 島式   | 北緯36度07分08秒 西経115度10分07秒 / 北緯36.1188度 西経115.1685度 |       |
| Flamingo & シーザーズ・パレス | 島式   | 北緯36度06分58秒 西経115度10分07秒 / 北緯36.1160度 西経115.1686度 |       |
| Bally's & Paris               | 島式   | 北緯36度06分44秒 西経115度10分03秒 / 北緯36.1121度 西経115.1674度 |       |
| MGMグランド                   | 島式   | 北緯36度06分09秒 西経115度10分04秒 / 北緯36.1024度 西経115.1677度 |       |

北から南へ。駅名は付近のホテル名などからつけられている。。